# ブラック・スコルピオン (2004年の映画)
『ブラック・スコルピオン』（原題：Direct Action）は、カナダのアクション映画。

## キャスト
| 役名         | 俳優                         | 日本語吹替 |
| ------------ | ---------------------------- | ---------- |
| フランク     | ドルフ・ラングレン           | 飯島肇     |
| ロス         | ポリー・シャノン             | 植松りか   |
| ブライアント | ドナルド・バーダ             | 村上広一   |
| グライムズ   | ラザフォード・グレイ         | 岡本俊一   |
| ストーン警部 | コンラッド・ダン             | 辻親八     |
|              | ラリー・デイ                 |            |
| ロレッタ     | ステイシー・コーク           | 田中小百合 |
| エスピノザ   | ウォルター・アルザ           | 山口史人   |
| ロプレスティ | ダニエル・カッシュ           | 上城龍也   |
| アドリアナ   | ナターシャ・ラ・フェリエール | 石井野理子 |

- その他の声の吹き替え：横山和幸／藤原泰浩／池田知聡／丸山壮史／田坂浩樹／斉藤司／高橋まゆこ／小山昭代／上西知宏／蛭子匡典／芦澤孝臣／内野朱美